# بيرند لانج
بيرند لانج (بالألمانية: Bernd Lange) (و. 1955  م) هو سياسي، وكاتب سيناريو، ونقابي ألماني، ولد في أولدنبورغ، هو عضوٌ في الحزب الديمقراطي الاجتماعي الألماني، شارك في الانتخابات الرئاسية الألمانية 2004.

## مناصب
تولى منصب عضو في البرلمان الأوروبي (منذ 25 مايو 2014)، وعضو في البرلمان الأوروبي (14 يوليو 2009–30 يونيو 2014)، وعضو في البرلمان الأوروبي (20 يوليو 1999–19 يوليو 2004)، وعضو في البرلمان الأوروبي (19 يوليو 1994–19 يوليو 1999).

## التعليم
تعلم في جامعة غوتينغن.

## جوائز
حصل على جوائز منها:
- صليب وسام الاستحقاق من جمهورية ألمانيا الاتحادية (2001)
- نيشان استحقاق صليب الضباط لجمهورية ألمانيا الاتحادية.